# Eucriotettix peregrinus
Eucriotettix peregrinus är en insektsart som först beskrevs av Günther, K. 1938.  Eucriotettix peregrinus ingår i släktet Eucriotettix och familjen torngräshoppor. Inga underarter finns listade i Catalogue of Life.